# Sheboygan (Wisconsin)

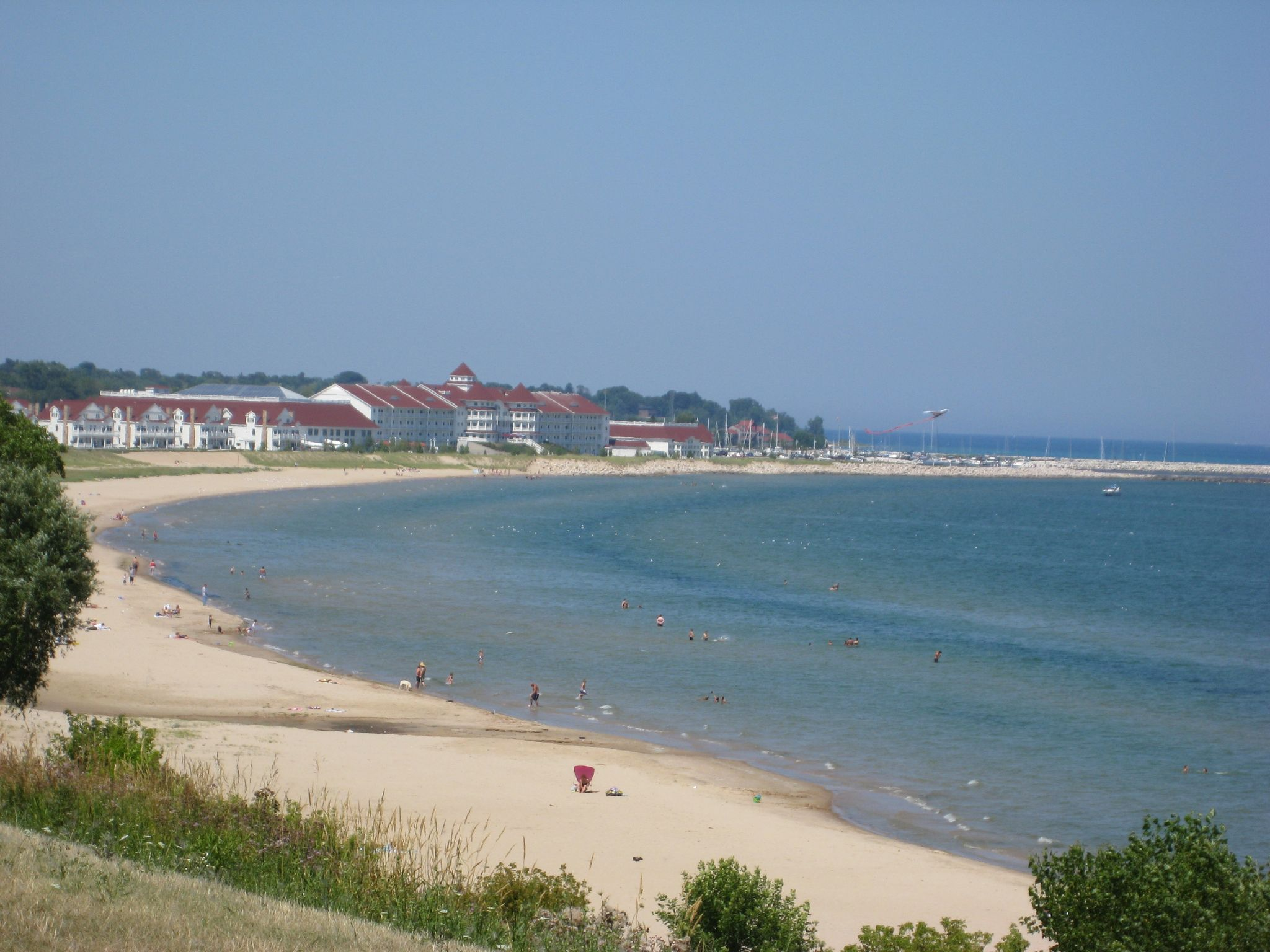
Blue Harbor Resort

Sheboygan es una ciudad situada en el condado homónimo, en Wisconsin, Estados Unidos. Tiene una población estimada, a mediados de 2023, de 49 686 habitantes.
Es la sede del condado.
Localizada a orillas del lago Míchigan, la ciudad cuenta con unos tres kilómetros de playa, un centro histórico y 36 parques, que abarcan un total de casi 300 hectáreas.

## Geografía
La ciudad está ubicada en las coordenadas 43°44′19″N 87°43′54″O / 43.73861, -87.73167 (43.738713, -87.731531). Según la Oficina del Censo, tiene una superficie total de 42.44 km², de los cuales 41.92 km² corresponden a tierra firme y 0.52 km² están cubiertos de agua.

## Demografía
Según el censo de 2020, en ese momento la ciudad tenía una población de 49 929 habitantes. La densidad de población era de 1191.05 hab./km².
| Raza                   | Núm.   | Porc.  |
| ---------------------- | ------ | ------ |
| Blancos                | 36 092 | 72.29% |
| Afroamericanos         | 1632   | 3.27%  |
| Amerindios             | 317    | 0.63%  |
| Asiáticos              | 5519   | 11.05% |
| Isleños del Pacífico   | 16     | 0.03%  |
| De otras razas         | 2408   | 4.82%  |
| De una mezcla de razas | 3945   | 7.90%  |

Del total de la población, el 12.48% eran hispanos o latinos de cualquier raza.

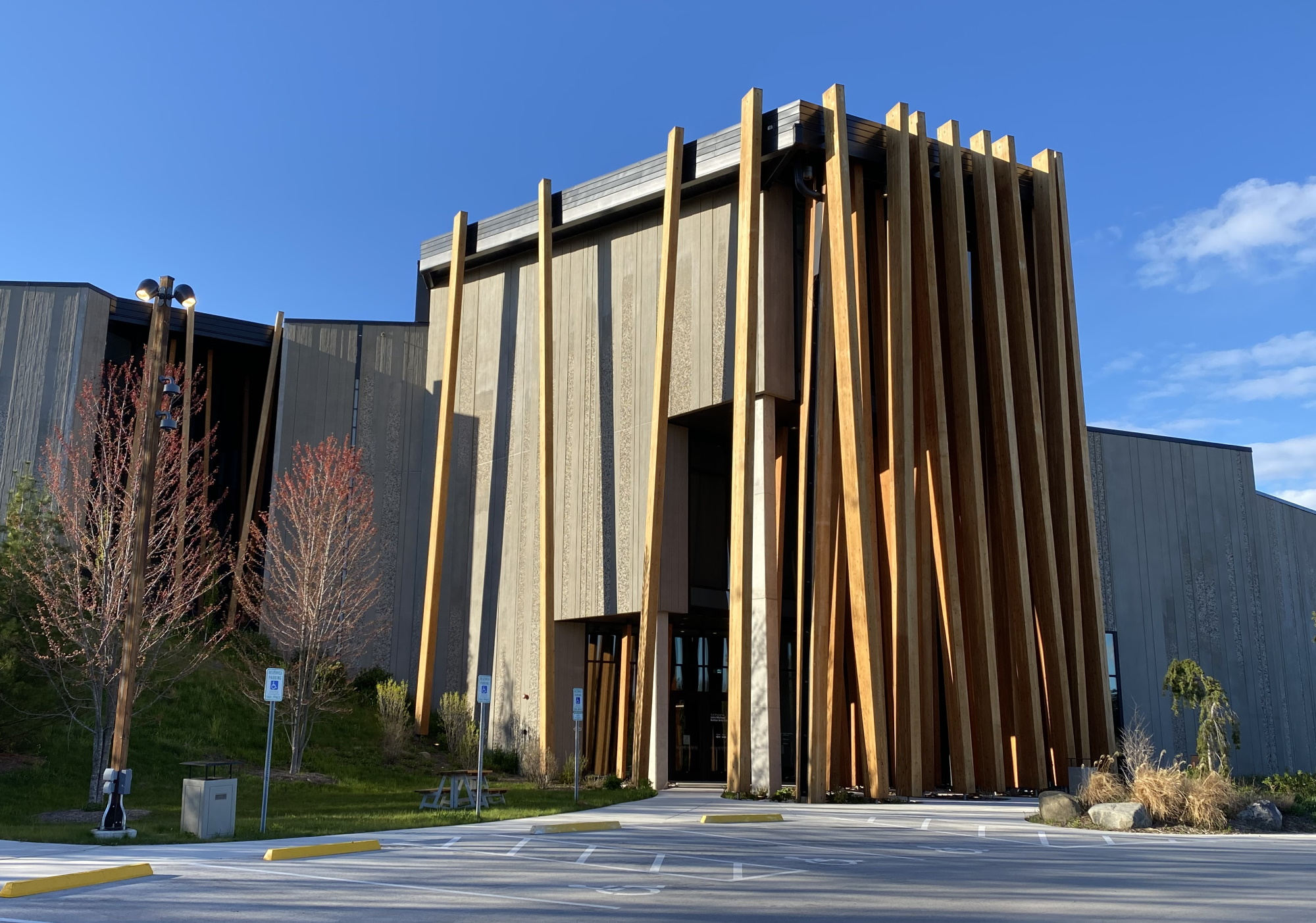
Art Preserve del
John Michael Kohler Arts Center